# Even Menachem
Even Menachem (hebrejsky אֶבֶן מְנַחֵם, v oficiálním přepisu do angličtiny Even Menahem) je vesnice typu mošav v Izraeli, v Severním distriktu, v Oblastní radě Ma'ale Josef.

## Geografie
Leží v nadmořské výšce 611 metrů, v hornaté oblasti v centrální části Horní Galileji, cca 15 kilometrů od břehů Středozemního moře a 3 kilometry od libanonských hranic. Jižně od vesnice terén prudce klesá do údolí vádí Nachal Šarach, které je ze severu lemováno masivem s několika dílčími vrcholky. Nejblíže k Even Menachem je to hora Har Conam. Dál k jihozápadu Har Avi'ad nebo Har Sar Šalom. Severně a východně od mošavu terén stoupá směrem k hranicím. Na východní straně je lemuje poblíž vesnice Štula série vrcholků Har Ajta.
Obec se nachází cca 6 kilometrů severně od města Ma'alot-Taršicha, cca 120 kilometrů severovýchodně od centra Tel Avivu a cca 40 kilometrů severovýchodně od centra Haify. Even Menachem obývají Židé, přičemž osídlení v tomto regionu je převážně židovské. Even Menachem tvoří společně s dalšími zemědělskými osadami Šomera, Zar'it a Štula kompaktní blok osídlení. Zcela židovská je oblast západně odtud, směrem k Izraelské pobřežní planině, i na severní straně při hranicích s Libanonem. Pouze na jižní straně začíná území s vyšším podílem obcí, které obývají izraelští Arabové (například město Fassuta).
Even Menachem je na dopravní síť napojen pomocí místní silnice číslo 899.

## Dějiny
Even Menachem byl založen v roce 1960. Pojmenován byl podle Arthura Menachema Hantkeho - funkcionáře organizace Keren ha-Jesod. Lokalita byla osídlena Židy už v 50. letech 20. století, ale pak opuštěna. Nově se sem trvalí obyvatelé přistěhovali 13. září 1960. Zakladateli mošavu byli židovští přistěhovalci ze severní Afriky.
Mošav vznikl na pozemcích zaniklé arabské vesnice Tarbicha, která zde stávala do války za nezávislost v roce 1948, respektive osady Nabi Rubin, jež se rozkládala v její blízkosti. Během války byla tato oblast na podzim 1948 v rámci Operace Hiram ovládnuta židovskými silami a arabské obyvatelstvo bylo vysídleno.
V Even Menachem fungují zařízení předškolní péče, základní škola je ve vesnici Becet.

## Demografie
Obyvatelstvo mošavu Even Menachem je sekulární. Podle údajů z roku 2014 tvořili naprostou většinu obyvatel v Even Menachem Židé (včetně statistické kategorie "ostatní", která zahrnuje nearabské obyvatele židovského původu ale bez formální příslušnosti k židovskému náboženství).
Jde o menší sídlo vesnického typu s dlouhodobě stagnující populací. K 31. prosinci 2014 zde žilo 276 lidí. Během roku 2014 populace klesla o 1,4 %.
| Rok            | 1961 | 1972 | 1983 | 1995 | 2001 | 2003 | 2004 | 2005 | 2006 | 2007 | 2008 | 2009 | 2010 | 2011 | 2012 | 2013 | 2014 |
| -------------- | ---- | ---- | ---- | ---- | ---- | ---- | ---- | ---- | ---- | ---- | ---- | ---- | ---- | ---- | ---- | ---- | ---- |
| Počet obyvatel | 215  | 309  | 297  | 297  | 305  | 309  | 301  | 301  | 303  | 293  | 296  | 261  | 259  | 262  | 269  | 280  | 276  |